# Нам Ге У
Нам Ге У, Нам Геу (кор. 남계우?, 南啓宇?, 1811—1888) — корейский художник-анималист.
Родился в семье высокопоставленного чиновника Нам Джин Хва. Жил и рисовал в Сеуле, занимал официальное место при корейской королевской придворной художественной академии Тохвасо. Отличался особенным мастерством при изображении бабочек и насекомых в их природной среде, в связи с чем он получил прозвание Бабочка Нам (кор. 남나비). Творчество художника, бывшего также офицером при правительстве Кореи эпохи поздней Чосон, в течение всей его жизни было посвящено искусству изображения бабочек и цветов.

## Галерея

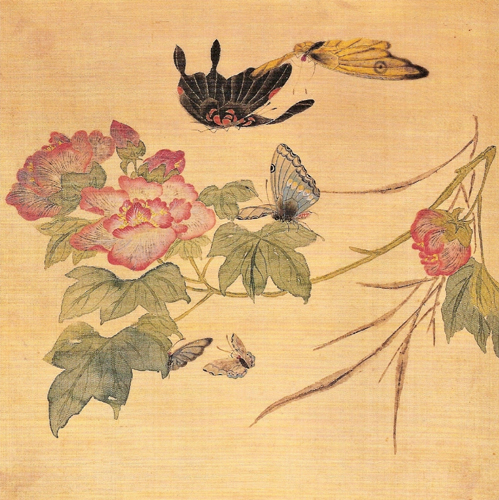
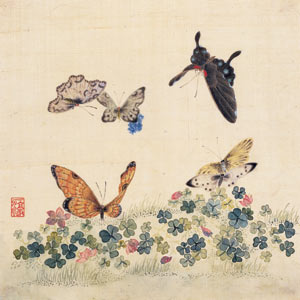
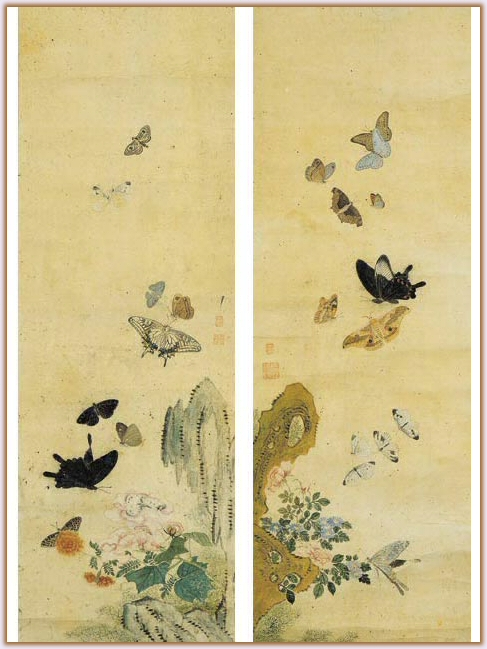
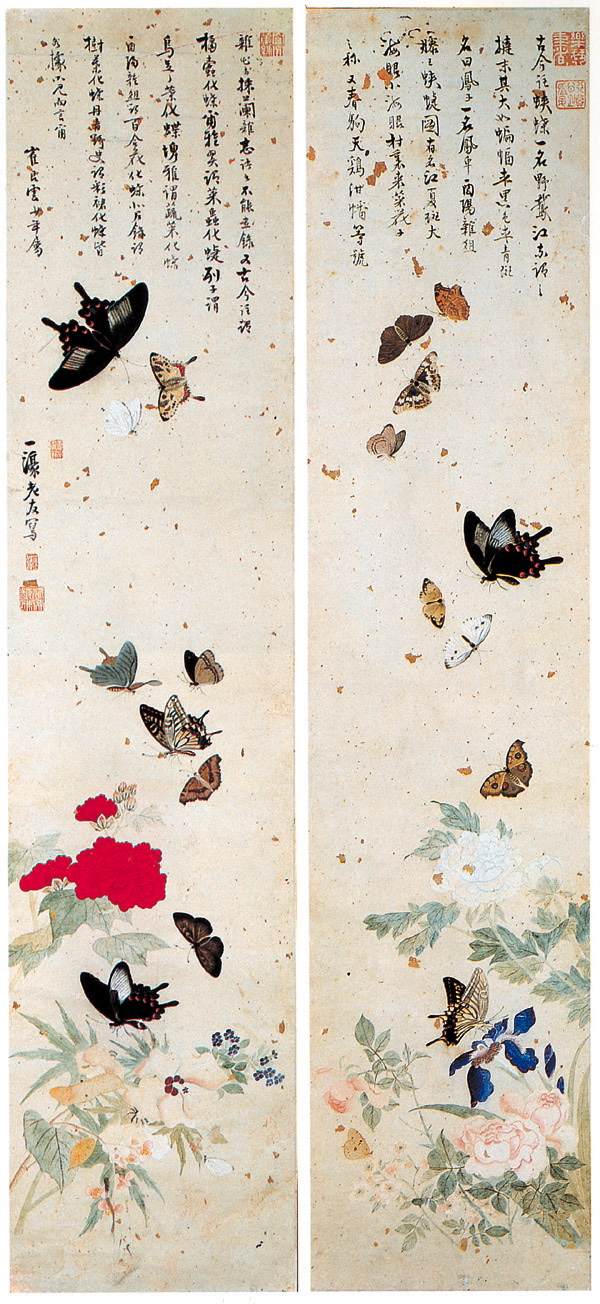
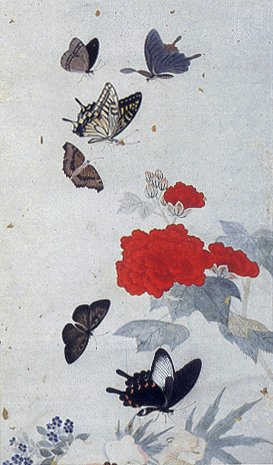
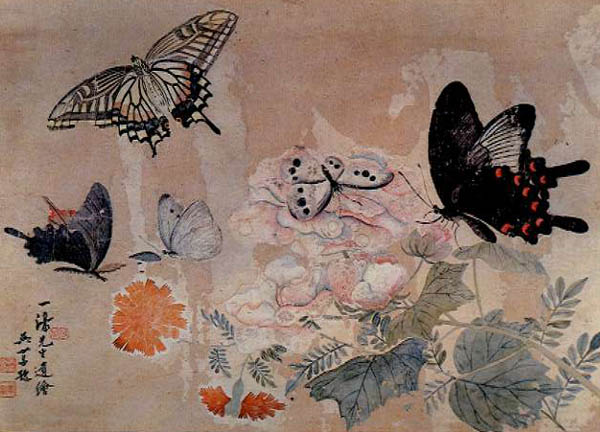
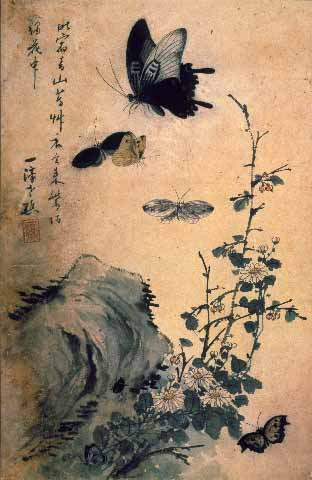
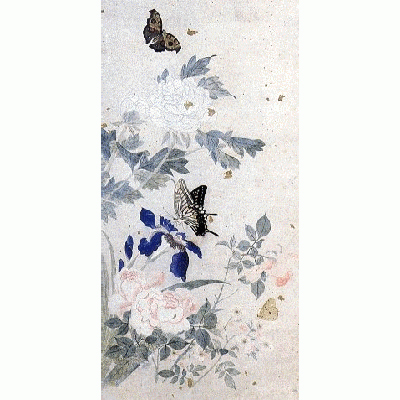